# Unione Naziunale
Unione Naziunale (Union nationale) était une coalition de mouvements nationalistes corses regroupant les indépendantistes de Corsica Nazione ainsi que les autonomistes du Parti de la nation corse et de A Chjama Naziunale. Cette union électorale se mit en place pour les élections territoriales de 2004, où étaient également présentes deux autres listes nationalistes : U Rinnovu (menée par Paul-Félix Benedetti) et A Manca Naziunale (Serge Vandepoorte). C'est le nom du groupe qui siège à l'Assemblée de Corse.
Au premier tour, Unione Naziunale compta 16 772 voix, soit 12,14 % des suffrages et s'est ainsi maintenue pour le second tour, devenant ainsi la seule liste nationaliste en lice. Lors de ce second tour, elle obtint 24 652 voix, soit 17,34 %. L'Unione remporta donc 8 sièges, ainsi répartis :
- Corsica Nazione : Jean-Guy Talamoni, Rosa Prosperi et Véronique Sciaretti
- A Chjama Naziunale : Edmond Simeoni, Jean Biancucci et Christine Colonna
- Parti de la nation corse : Jean-Christophe Angelini, Nadine Nivaggioni.

Cependant, en 2007, les élus indépendantistes de Corsica Nazione décidèrent de quitter le groupe Unione Naziunale et formèrent un groupe distinct portant le nom de leur parti. Après la création de Corsica libera en 2009, ils se déclareront représentants de ce nouveau mouvement.